# Palazzo delle Poste (Rovigo)
Il Palazzo delle Poste è un edificio del XX secolo situato a Rovigo, nel suo centro storico, sede della direzione provinciale di Poste italiane.

## Storia
Nell'ambito della costruzione di infrastrutture nel territorio dovuta all'iniziativa dell'allora regime fascista il Ministero delle Comunicazioni, già Ministero delle Poste e Telegrafi, indisse un concorso per la presentazione di un progetto riguardante la nuova sede delle Poste a Rovigo.
In una relazione tecnica del 1923 redatta dal Corpo reale del Genio civile di Rovigo si legge che il progetto venne presentato al genio civile firmato dall'allora progettista del ministero Alfredo Berardi, tuttavia il progetto risultato vincitore venne realizzato, come riportato da un articolo da La Voce di Mantova, dall'architetto ingegnere Roberto Narducci.
L'area interessata dalla nuova costruzione, ceduta gratuitamente, era collocata all'angolo dell'allora Riviera Adigetto e del vicolo detto "degli Orfani".
Il palazzo venne inaugurato nel 1931.
Alla fine degli anni trenta l'Adigetto, corso d'acqua che fino agli anni precedenti attraversava la città, fu spostato dal centro e fu aperto il corso del Littorio, poi corso del Popolo.
Nei tardi anni duemila l'edificio è stato oggetto di un restauro conservativo che ha permesso, oltre all'adeguamento funzionale, il recupero e la valorizzazione delle opere al suo interno tra cui le vetrate in stile Liberty, opere di Galileo Chini. Il 23 marzo 2010, in occasione della sua riapertura al pubblico, venne emesso uno speciale annullo postale.